# ماري رايس فيلبس
ماري رايس فيلبس (بالإنجليزية: Mary Rice Phelps)‏ هي كاتِبة أمريكية، (ولدت في مقاطعة يونيون في الولايات المتحدة 1867  م).